# Knarkvogn
Knarkvogn er betegnelsen for et fænomen i dansk folketro.
Der er tale om et lydfænomen, idet sagn om knarkvognen typisk oplyser, at én eller flere personer hører dens komme. Det kan oplyses, at det er "farligt" at se den, dog uden at faren beskrives nærmere. 
Et antal optegnelser nævner et vandresagn, der beretter om en gruppe personer, som hører knarkvognen nærme sig, hvorpå én af dem siger "Vend om og skid i navet". Dette medfører at vognen foretager en form for angreb, som personens følgesvende må beskytte ham imod.
Én optegnelse, ved C. Brøgger, Ravnkilde angiver en mulig forklaring på fænomenet: "Knarkvognen har jeg hørt så mange gange, det er Radgjæs, der knarker. De kaldes Radgjæs fordi de flyver i rad".